# Bohouslav
Bohouslav (en ukrainien : Богуслав) est une ville de l'oblast de Kiev, en Ukraine. Sa population s'élevait à 15 975 habitants en 2021.

## Géographie
Bohouslav est située sur la rivière Ros, à 102 km — 126 km par la route — au sud de Kiev.

## Histoire
Bohouslav ville est fondée en 1032 par le prince Iaroslav le Sage. Elle comptait une importante communauté juive. Lors du recensement de 1897, sur 11 372 personnes, 7 445 étaient des habitants juifs dont la communauté fut détruite pendant la Shoah.

## Population
Recensements ou estimations de la population :
| 1923*  | 1926*  | 1959* | 1970*  | 1979*  | 1989*  |
| ------ | ------ | ----- | ------ | ------ | ------ |
| 12 149 | 12 137 | 9 455 | 12 264 | 16 885 | 19 107 |

| 2001*  | 2011   | 2012   | 2013   | 2014   | 2015   |
| ------ | ------ | ------ | ------ | ------ | ------ |
| 17 135 | 16 810 | 16 864 | 16 825 | 16 786 | 16 698 |

| 2016   | 2017   | 2018   | 2019   | 2020   | 2021   |
| ------ | ------ | ------ | ------ | ------ | ------ |
| 16 657 | 16 516 | 16 552 | 16 376 | 16 190 | 15 975 |

## Personnalités liées à la commune

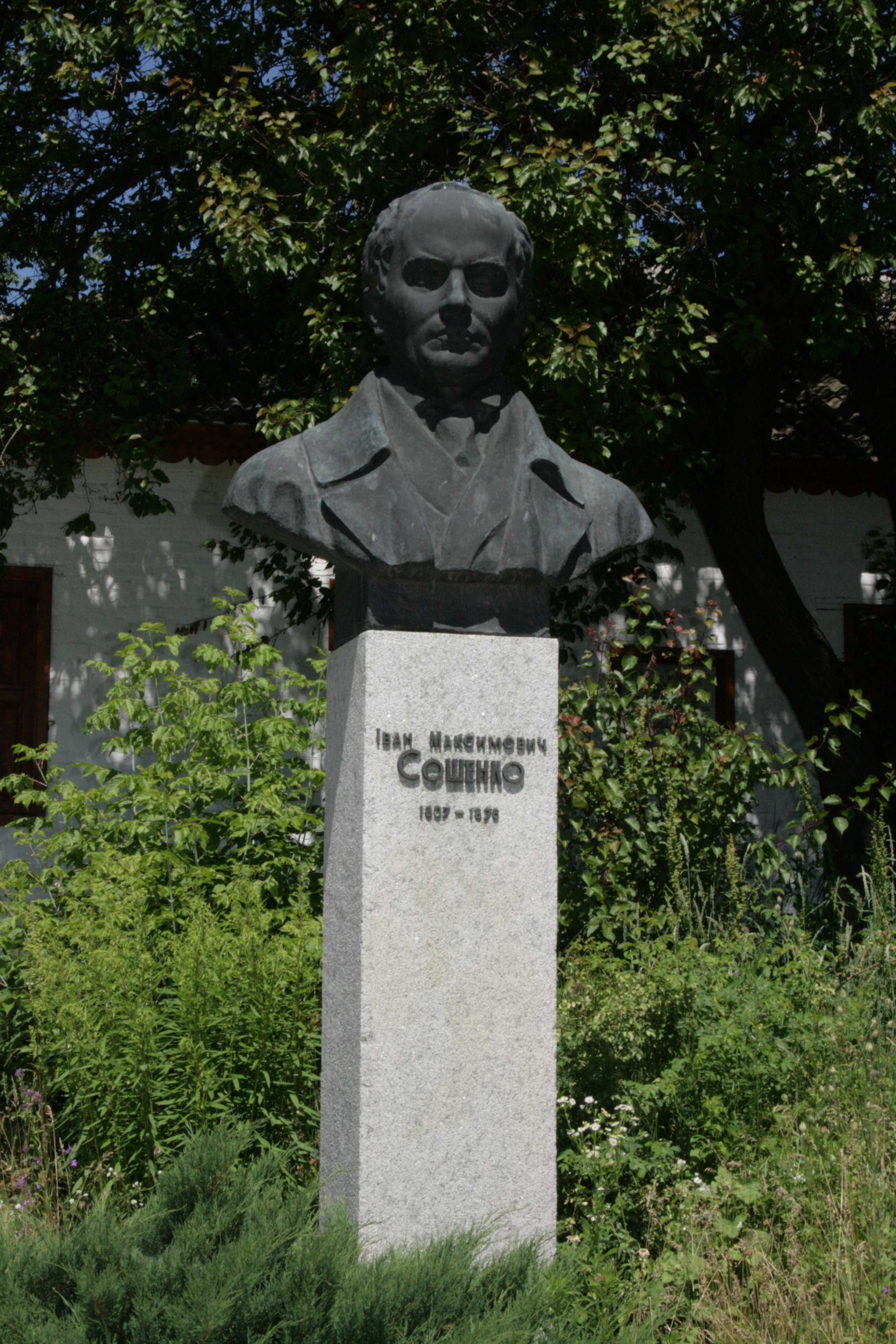
Monument à Ivan Sochenko.

- Hélène Sparrow (1891-1970), médecin et microbiologiste polono-française, née à Bohouslav.

Personnalité légendaire liée à la commune :
- Marusia Bogouslavka, héroïne légendaire qui a vécu en Ukraine au XVIe siècle ou XVIIe siècle.

## Culture
Le musée local d'histoire et son annexe.

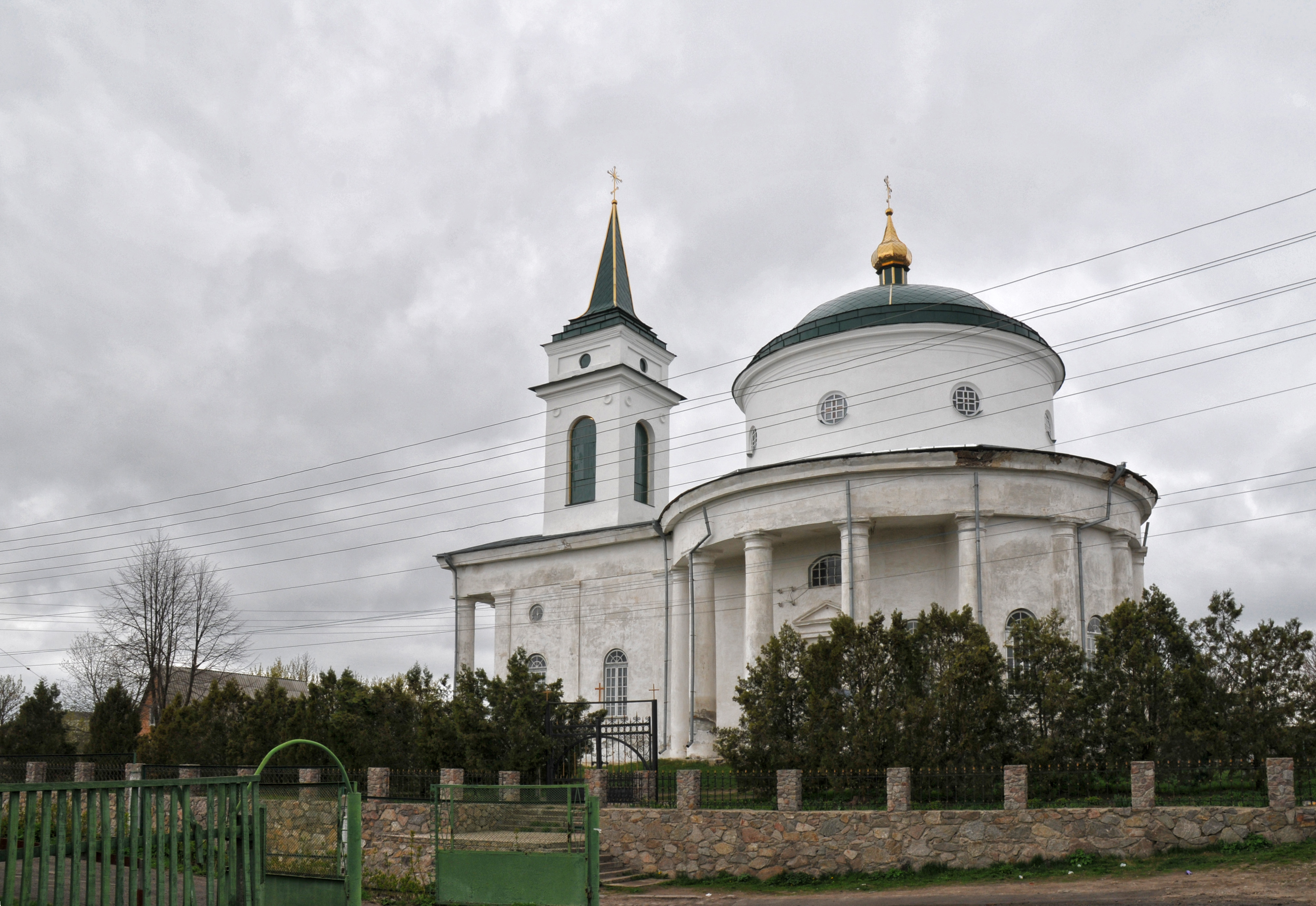
Eglise de la Trinité classée[3],
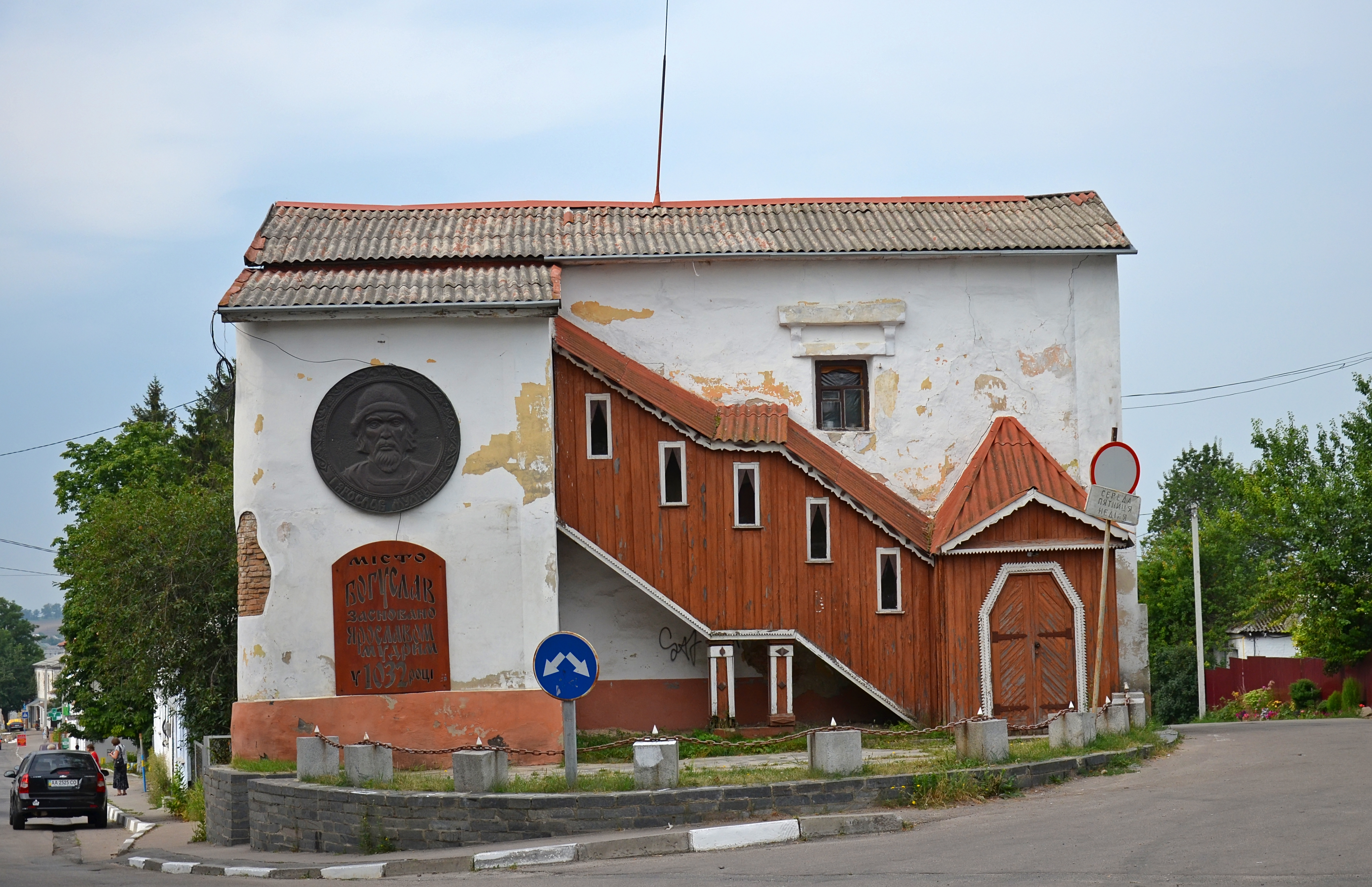
Kamianista classée[4],
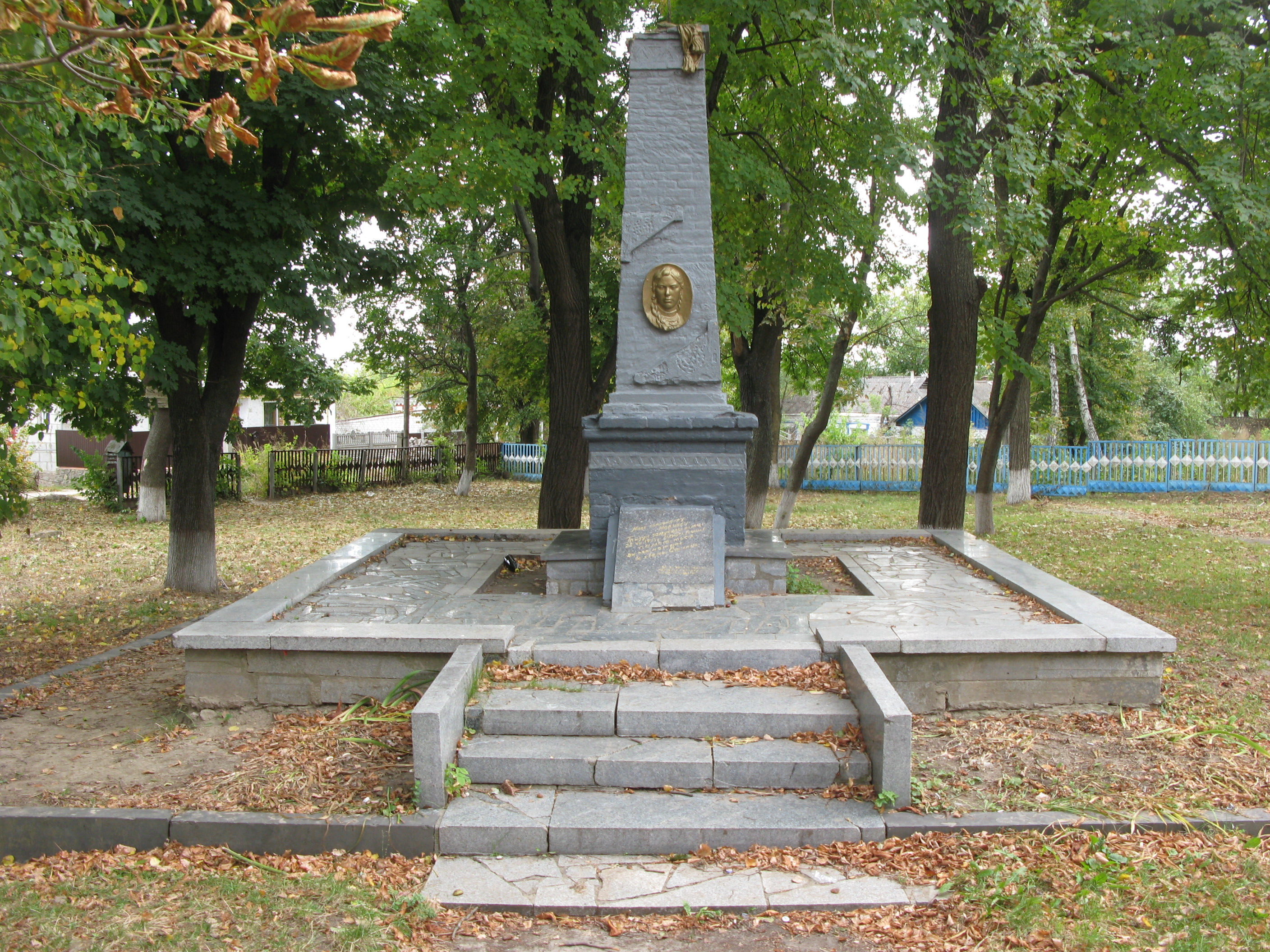
mémorial des partisans, 1943 classée[5].